# Bayernhymne

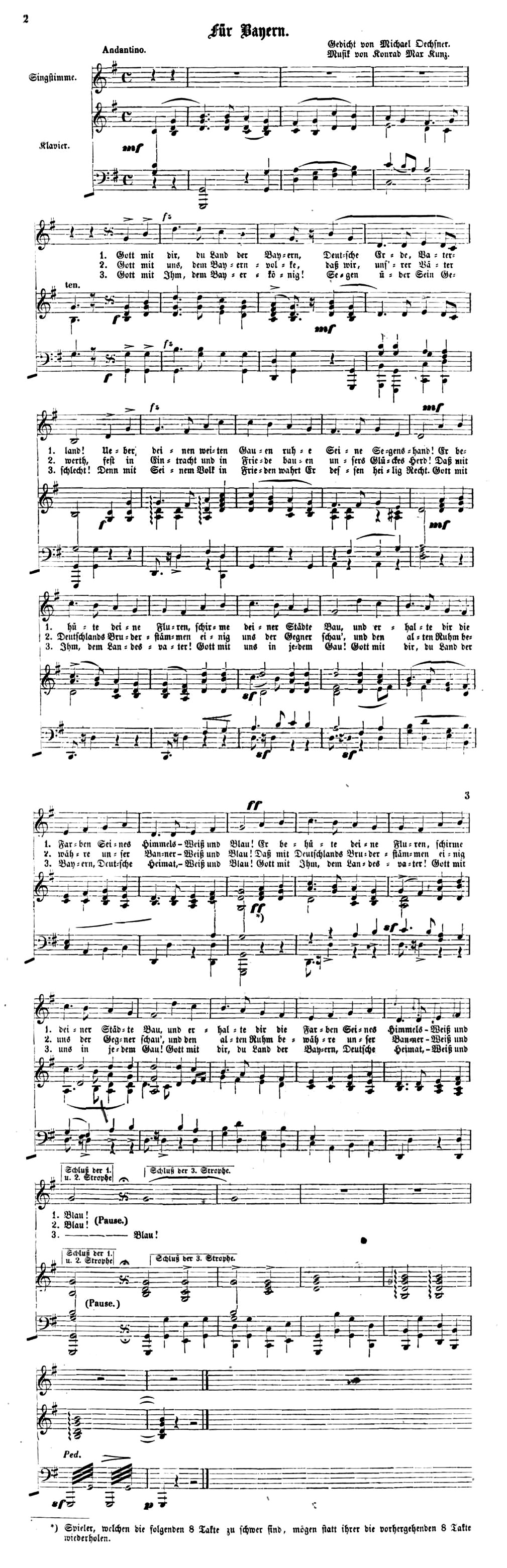
Michael Öchsner, Konrad Max Kunz: Für Bayern, 1861

Die Bayernhymne ist die offizielle Hymne des Freistaats Bayern. Als Nationalhymne des Königreichs ersetzte sie Heil unserm König, Heil!

## Geschichte
Die Melodie (in G-Dur) stammt von Konrad Max Kunz aus dem Jahr 1860. Der Text der ursprünglichen drei Strophen stammt von Michael Öchsner. Beide waren Mitglieder der Bürger-Sänger-Zunft München, die das Lied am 15. Dezember 1860 erstmals aufführte. Da das Lied bald zum Volkslied wurde, kamen unterschiedliche Fassungen in Umlauf. 
1948 schrieb der bayerische Dichter Joseph Maria Lutz eine neue Fassung der Hymne entsprechend einem Beschluss des Vorstands der Bayernpartei. Die Partei trat für die zukünftige Unabhängigkeit Bayerns ein, lehnte den Beitritt Bayerns zur Bundesrepublik Deutschland, deren Gründung vorbereitet wurde, ab und ließ deshalb jeden Bezug Bayerns zu Deutschland aus der Hymne streichen. Zum Beispiel ersetzte er das deutsche Erde durch Heimaterde und mit Deutschlands Bruderstämmen durch vom Alpenland zum Maine. In einer neuen dritten Strophe, in der ursprünglich der König dafür gesegnet wurde, dass er zusammen mit seinem Volk dessen „heiliges Recht“ wahrte, die bereits 1919 nach dem Sturz der Monarchie in den Schulbüchern gestrichen worden war, gilt der Segen nun allen, die „der Menschen heilig Recht“, also die Menschenrechte, schützen und bewahren.

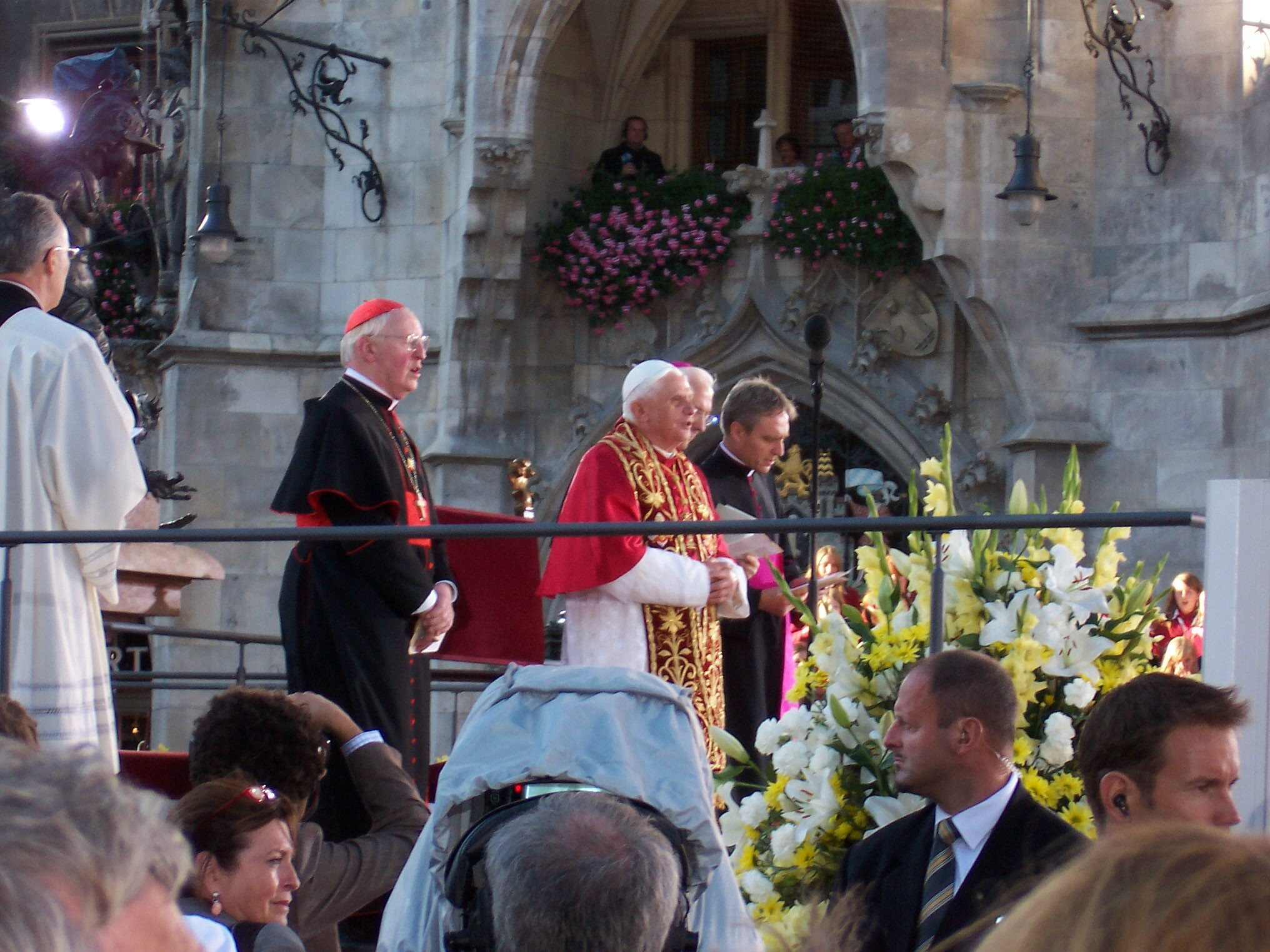
Papst Benedikt XVI. singt die Bayernhymne in der Lutz-Fassung auf dem Marienplatz am 9. September 2006 mit.

Seit 1964 wird das Bayernlied offiziell bei feierlich gestalteten staatlichen Veranstaltungen gespielt und seit 1966 offiziell „Hymne“ genannt. Ministerpräsident Alfons Goppel empfahl in einer Bekanntmachung vom 29. Juli 1966 als Text die Lutz-Fassung zu gebrauchen, was jahrelang zu Streitigkeiten zwischen den Öchsner-Anhängern und den Befürwortern der Lutzfassung führte. 
1980 beendete Ministerpräsident Franz Josef Strauß die Streitereien durch die Feststellung, dass die von Landtag und Regierung 1952/1953 beschlossenen ersten beiden Strophen der Öchsner-Fassung (für das Lernen in den Schulen und den Gebrauch im Bayerischen Rundfunk) weiterhin gelten. Das war bereits am 11. November 1952 im kulturpolitischen Ausschuss des Bayerischen Landtags einstimmig und anschließend vom Plenum (von fünf Fraktionen) beschlossen worden; am 3. März 1953 hatte der Ministerrat der großen Koalition den Landtagsbeschluss vollzogen und das Lernen des schon damals „Hymne“ genannten Liedes angeordnet. 
Im Gegensatz zu anderen Regionalliedern (Badnerlied, Niedersachsenlied etc.) genießt die Bayernhymne den Schutz von § 90a StGB (Verunglimpfung des Staates und seiner Symbole).
Die Originalsätze galten bis 1995 als verschollen, dann entdeckte der Archivar der Bürger-Sänger-Zunft (BSZ), Johannes Timmermann, die ältesten Noten der Hymne im BSZ-Archiv und anschließend die originalen Kompositionen von Kunz für Chor und Symphonieorchester im Altbestand einer Gymnasialbibliothek, der gerade an die Bayerische Staatsbibliothek abgegeben worden war. 1996 wurde in der BSZ der große Symphoniesatz der Hymne von Chor und Orchester der BSZ im Herbstkonzert aus Anlass der Feiern zum 50. Verfassungsjubiläum des heutigen Freistaates Bayern zum ersten Mal seit sicherlich weit über hundert Jahren wieder zu Gehör gebracht.
Im Königreich Bayern war – trotz der hohen Popularität des Liedes „Für Bayern“ – die offizielle Hymne „Heil unserm König, Heil!“ Das „Lied für Bayern“ wurde vor allem im 19. Jahrhundert oft nicht mit der Melodie von Konrad Max Kunz, sondern mit der Melodie von Joseph Haydn zur österreichischen Kaiserhymne – zur heutigen Deutschen Nationalhymne – gesungen.
In dem im Jahr 2013 eingeführten neuen katholischen Gebet- und Gesangbuch Gotteslob findet sich die Bayernhymne nun im Diözesanteil des Bistums Regensburg, des Bistums Eichstätt sowie des Erzbistums München und Freising. Im Diözesanteil des Erzbistums München und Freising ist das Lied mit historisch-korrektem und offiziellem Text unter der Nummer 889 zu finden. Im Bistum Regensburg ist das Lied unter der Nummer 842 im Bereich „Vertrauen und Trost“ zu finden, im Bistum Eichstätt unter der Nummer 903. Die ersten beiden Strophen sind dabei jeweils in der von Franz Josef Strauß bekanntgegebenen Textfassung wiedergegeben. Darüber hinaus ist die dritte Strophe von Joseph Maria Lutz abgedruckt. Der Passauer Diözesanteil des „Gotteslob“ enthält im Abschnitt „Gerechtigkeit und Frieden“ ebenfalls das Bayernlied, mit den Strophen 1 und 3 von Lutz und der Strophe 2 von Öchsner.

## Textvarianten

### Historisch-korrekter/aktueller Text

Die Bayernhymne

Nach der Bekanntmachung des Bayerischen Ministerpräsidenten Franz Josef Strauß vom 18. Juli 1980:
1. Gott mit dir, du Land der Bayern,

deutsche Erde, Vaterland!

Über deinen weiten Gauen

ruhe Seine Segenshand!

|: Er behüte deine Fluren,

schirme deiner Städte Bau

Und erhalte dir die Farben

Seines Himmels, weiß und blau! :|

2. Gott mit dir, dem Bayernvolke,

dass wir, uns’rer Väter wert,

fest in Eintracht und in Frieden

bauen uns’res Glückes Herd!

|: Dass mit Deutschlands Bruderstämmen

einig uns ein jeder schau

und den alten Ruhm bewähre

unser Banner, weiß und blau! :|
(Bisweilen werden „Weiß“ und „Blau“ auch in Großschreibung wiedergegeben.)

### Joseph Maria Lutz
Version von Joseph Maria Lutz und der Bayernpartei von 1948, von Ministerpräsident Goppel in einer Bekanntmachung vom 29. Juli 1966 empfohlen:
1. Gott mit dir, du Land der Bayern,

Heimaterde, Vaterland!

Über deinen weiten Gauen

walte Seine Segenshand!

|: Er behüte deine Fluren,

schirme deiner Städte Bau

und erhalte dir die Farben

deines Himmels, weiß und blau! :|

2. Gott mit uns, dem Bayernvolke,

wenn wir, unsrer Väter wert,

stets in Eintracht und in Frieden

bauen unsres Glückes Herd;

|: Dass vom Alpenland zum Maine

Jeder Stamm sich fest vertrau

Und die Herzen freudig eine

unser Banner, weiß und blau! :|

3. Gott mit uns und Gott mit allen,

die der Menschen heilig Recht

treu beschützen und bewahren

von Geschlechte zu Geschlecht.

|: Frohe Arbeit, frohes Feiern,

reiche Ernten jedem Gau!

Gott mit dir, du Land der Bayern

unterm Himmel, weiß und blau! :|

### Michael Öchsners Gedicht
Urfassung von 1860/1861, nach kurzzeitigen Varianten von Öchsner selbst als einzig gültige Fassung festgehalten:
Für Bayern

Gott mit dir, du Land der Bayern,

Deutsche Erde, Vaterland!

über deinen weiten Gauen

ruhe Seine Segenshand!

Er behüte deine Fluren,

schirme deiner Städte Bau

und erhalte dir die Farben

Seines Himmels Weiß und Blau.

Gott mit uns, dem Bayernvolke,

dass wir, unsrer Väter wert,

fest in Eintracht und in Frieden

bauen unseres Glückes Herd;

dass mit Deutschlands Bruderstämmen

einig uns der Gegner schau,

und den alten Ruhm bewähre

unser Banner Weiß und Blau!

Gott mit ihm, dem Bayern-König,

Segen über sein Geschlecht!

Denn mit seinem Volk im Frieden

wahrt Er dessen heilig Recht!

Gott mit ihm, dem Landesvater,

Gott mit uns in jedem Gau,

Gott mit dir, du Land der Bayern,

Deutsche Heimat Weiß und Blau.

### Michael Öchsner – Textvarianten
Für Bayern

Gott mit dir, du Land der Bayern,

Deutsche Erde, Vaterland!

Über deinen weiten Gauen

ruhe Seine Segenshand!

Er behüte deine Fluren,

schirme deiner Städte Bau

und erhalte dir die Farben (und der Himmel dir erhalte)

Seines (Gottes) Himmels Weiß und Blau! (Seine Farben Weiß und Blau!)

Gott mit uns, dem Bayernvolke,

dass wir, unserer Väter wert,

fest in Eintracht und in Frieden

bauen unseres Glückes Herd!

Dass mit Deutschlands Bruderstämmen [dass in Not und in Gefahren] (dass der Freund da Hilfe finde,)

einig uns der Gegner schau

und den alten Ruhm bewähre [wo die Rautenbanner wehen,]

unser Banner Weiß und Blau. [unsre Farben, Weiß und Blau]

Gott mit ihm, dem Bayer-König!

Segen über sein Geschlecht! (Vater Max aus Wittelsbach)

Denn mit seinem Volk in Frieden (über seinem Hause wölbe)

wahrt Er dessen heilig Recht. (sich des Himmels schirmend Dach)

Gott mit ihm, dem Landesvater! (Gott erhalte uns den Herrscher,)

Gott mit uns in jedem Gau! (Volkes Glück in jedem Gau!)

Gott mit dir, du Land der Bayern, (reiner Sitte, deutscher Treue)

Deutsche Heimat Weiß und Blau! (ew’ge Farben Weiß und Blau!)

### Timmermann nach Vorlagen von Lutz und Öchsner
Die dritte Strophe, die Johannes Timmermann nach Vorlagen von Lutz und Öchsner verfasste:
Gott mit uns und Gott mit allen,

die der Menschen Heilig Recht

treu behüten und bewahren

von Geschlechte zu Geschlecht!

Gott mit dem, der Recht und Frieden

uns bewahrt in jedem Gau!

Gott mit dir, du Land der Bayern

deutsche Heimat Weiß und Blau!
Öchsner schrieb die Farben „Weiß und Blau“ groß. Für ihn waren es nicht einfach Farben von Wettererscheinungen, die es nicht nur in Bayern gibt, sondern alte Bezeichnungen für Symbole von Tugenden, die er von den Bayern forderte und von denen er glaubte, dass sie von den Bayern besonders gepflegt würden: die Tugenden der seelischen Reinheit, der Ehrlichkeit, des Anstands (Weiß) und der Treue (Blau). Diese Tugenden seien verankert im Himmel Gottes, in „seinem Himmel“. Die Menschen könnten nicht darüber verfügen, wie sie zu verwirklichen seien, was mit ihnen gemeint sei, und sie beliebig umdeuten.

### Sieger des Wettbewerbs von Bayerischer Einigung/Bayerischer Volksstiftung und der Staatsregierung
2012 schrieben die Bayerische Einigung/Bayerische Volksstiftung und die Staatsregierung einen Wettbewerb für eine dritte Strophe aus. Gewonnen hat die Version von Muhammed Agca, Tatjana Sommerfeld und Benedikt Kreisl von der Beruflichen Oberschule Bad Tölz. Die SPD reichte einen Dringlichkeitsantrag im Landtag ein, um mit der Strophe die Bayernhymne zu ergänzen. Der Antrag wurde mit CSU-Mehrheit abgelehnt. Auch bei den Freien Wählern wurde die zusätzliche Strophe abgelehnt.
Gott mit uns und allen Völkern,

ganz in Einheit tun wir kund:

In der Vielfalt liegt die Zukunft,

in Europas Staatenbund.

Freie Menschen, freies Leben,

gleiches Recht für Mann und Frau!

Goldne Sterne, blaue Fahne

und der Himmel, weiß und blau.

## Sonstiges
- Das ehemalige Münchner Stadtratsmitglied Rudi Hierl verteilte bei jeder Gelegenheit kleine Zettel mit dem Text der Bayernhymne. Für mehr als eine halbe Million verteilter Kärtchen wurde er 2001 in das Guinness-Buch der Rekorde eingetragen.
- Im Jahr 2001 verursachte ein Lied der Gruppe Biermösl Blosn einen Skandal. Das 1982 veröffentlichte „BayWa-Lied“, eine satirische Verballhornung der Bayernhymne und der Firma BayWa („Gott mit Dir, du Land der BayWa …“), wurde von einem Schulbuchverlag in ein Liederbuch für Hauptschüler der achten Klassen gesetzt. Die bereits gedruckten Bücher wurden auf Anweisung des Kultusministeriums sogleich wieder zurückgezogen.[4]